# Lubin Baugin
Lubin Baugin (né vers 1612 à Pithiviers ou à Courcelles-le-Roi - mort en 1663 à Paris) est un peintre français du XVIIe siècle. 

## Biographie

### Un peintre de natures mortes
Né à Pithiviers ou à Courcelles-le-Roi dans une famille aisée, Lubin Baugin se forme dans l'entourage des peintres de Fontainebleau, avant de rejoindre Paris dans les années 1628-1629.
Son origine provinciale lui interdit, dans un premier temps, d'entrer dans la confrérie des peintres parisiens et de pratiquer les sujets les plus élevés de la hiérarchie des genres. Aussi s'installe-t-il rue du Cœur-Volant, dans l'enclos de l'Abbaye de Saint-Germain-des-Prés, qui accueillait les peintres provinciaux, à l'instar des frères Le Nain ses contemporains, ou étrangers, notamment flamands, qui peignaient des tableaux destinés à la décoration des intérieurs privés. Il est reçu en 1629 maître peintre de la corporation de Saint-Germain-des-Prés. C'est pourquoi l'on suppose que les quatre natures mortes qui sont parvenues jusqu'à nous, la Nature-morte à la coupe d'abricots, la Nature morte à l'échiquier, le Dessert aux gaufrettes et la Coupe de fruits datent de cette période des années 1630-1635. Une cinquième nature morte, dite au couteau ou au plat en étain ou encore à la miche de pain lui est attribué, de façon incertaine.

### Le voyage en Italie
Grâce à sa fortune familiale, Baugin se rend en Italie entre 1632 et 1640. Il y épouse une Romaine, Brigitte D’Asté (sœur du peintre Jean Baptiste d’Asté) dont il a deux enfants à Rome, et,deux autres a Paris en 1637 et 1640 1641 et 1642. S'il a longtemps été difficile de prouver ce séjour, les deux œuvres Les Saints Barthélemy et Mathias et Les Saints Philippe et Thaddée, achetée par le musée des Beaux-Arts de Nancy en 2016, viennent témoigner en ce sens, en particulier d'un séjour en Émilie, puisqu'elles sont des copies de la fresque de la coupole de l'église Saint-Jean-l'Évangéliste de Parme. Il revient en France chargé de l'influence des peintres italiens comme Corrège, Parmesan et Raphaël, vers lesquels son inspiration va désormais se tourner.

### Le retour à Paris et la gloire
De retour à Paris, Baugin s'installe pont Notre-Dame. Titulaire d'un brevet de peintre du roi (vers 1641), il choisit désormais des sujets religieux, d'un rapport plus important que les natures mortes. Vers 1640-1642, il peint des huiles sur bois de petit format, où l'on reconnaît l'influence de Raphaël, comme dans le portrait de la Sainte Famille conservé au musée des beaux-arts de Dijon.

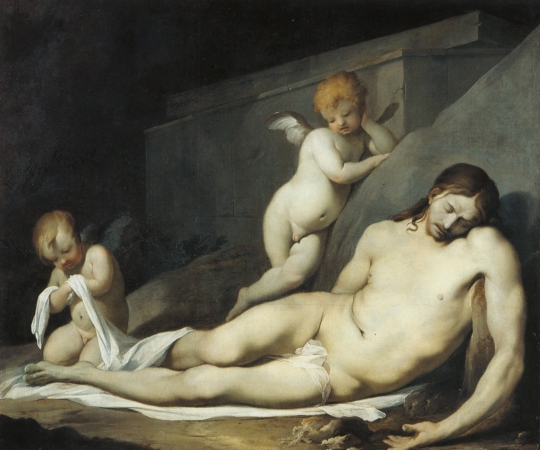
Le Christ mort pleuré par deux anges, huile sur toile, 150 × 178.5 cm, musée des beaux-arts d'Orléans

En 1643, c'est la consécration : il entre enfin dans la corporation des peintres parisiens, et peut à ce titre pleinement exercer son métier dans la capitale. Fort du titre de « maître peintre à Paris et peintre ordinaire du roi », il s'installe rue Saint-Antoine, et peut, dans un style que Jacques Thuillier a nommé l'atticisme parisien, pratiquer les genres les plus nobles, pour une clientèle officielle : grands tableaux de sujets mythologiques, retables et décors sacrés, notamment celui de la chapelle de la Congrégation des Nobles. Il reçoit également commande de plusieurs tableaux pour orner les chapelles de Notre-Dame de Paris. Il est alors au sommet de sa gloire et entre, en 1651, à l'Académie royale de peinture et de sculpture - et en est exclu quatre ans plus tard pour absentéisme.
La fin de sa carrière est marquée par un style plus dépouillé, mais qui fait toujours preuve de la même maîtrise technique et du même sens de la mise en scène, comme en témoigne son Christ mort pleuré par deux anges, d'une sobriété toute pathétique, considéré comme son chef-d'œuvre.
Le lendemain de sa mort, le 11 juillet 1663, il est enterré à l'église Saint-Sulpice, à Paris.

## Périodes
On a longtemps pensé que trois périodes ponctuent son œuvre :
- une première, de natures mortes (vers 1630) ;
- une deuxième, italianisante (vers 1640-1642) ;
- une dernière, caractéristique du classicisme austère que l'historien d'art Jacques Thuillier a nommé « atticisme parisien ».

Cependant, à partir de 1955, lorsque Michel Faré défend la thèse d'une œuvre unique, les spécialistes s'y rallient progressivement, à mesure que s'affirme la connaissance de cette œuvre.

## L'oubli et la redécouverte de l'œuvre

### Une longue période d'oubli commencée dès sa mort
À sa mort, Lubin Baugin sombre rapidement dans l'oubli, sa manière étant jugée fautive par rapport au classicisme triomphant de la fin du XVIIe siècle. L'arrêt définitif que donne sur son œuvre l'influent historiographe André Félibien en 1688, en raison de « certaines pratiques de peindre qui ne sont point naturelles », lui porte un coup fatal : « Lubin Baugin ne peut être mis au nombre des excellen[t]s peintres. » Et le surnom de « petit Guide » qui lui fut attribué au XVIIIe siècle, en raison d'un rapprochement (malencontreux) avec Guido Reni fait par le collectionneur d'art Pierre-Jean Mariette et qui persiste encore de nos jours, confirma le dénigrement dont son œuvre fut victime, et eut pour conséquence de l'enterrer pendant près de deux siècles.

### Une redécouverte auXXesiècle

#### Comme peintre de natures mortes
Lubin Baugin est redécouvert au XXe siècle, notamment par le biais de deux de ses natures mortes (à l'échiquier et à la chandelle), qui sont exposées lors de la fameuse exposition des « Peintres de la réalité en France au XVIIe siècle » organisée par Paul Jamot et Charles Sterling et qui se tint au musée de l'Orangerie en 1934. Cette exposition (qui contribua à faire redécouvrir également un peintre comme Georges de La Tour) le rapproche d'autres maîtres de natures mortes comme Jacques Linard ou Louise Moillon. Cette exposition a donné lieu à une nouvelle exposition hommage, au musée de l'Orangerie, du 22 novembre 2006 au 5 mars 2007, intitulée « Orangerie, 1934 : les “peintres de la réalité” », et qui exposa les deux mêmes natures mortes de Baugin.
Mais la manière du Baugin peintre de natures mortes était tellement différente de celle du peintre des années parisiennes que certains historiens d'art, tels que Charles Sterling, purent émettre l'hypothèse de l'existence de deux peintres homonymes, qu'une exposition du musée des beaux-arts d'Orléans, « Artistes orléanais du XVIIe siècle », confronta en 1958.

#### De son œuvre entier
La pleine reconnaissance de son œuvre, en particulier de sa partie religieuse, est due en grande partie à un article de Jacques Thuillier, intitulé Lubin Baugin, paru dans la revue L'Œil en 1963.
Depuis, l'intérêt porté à Baugin n'a fait que croître, pour preuve, l'exposition Lubin Baugin (vers 1610-1663), un grand maître enfin retrouvé, qui s'est tenue au musée des beaux-arts d'Orléans du 22 février au 10 juin 2002, puis au musée des Augustins de Toulouse du 10 juin au 9 septembre 2002, et qui présenta au public treize toiles nouvellement mises au jour du maître. À cette occasion fut publiée, sous la direction de Jacques Thuillier, la première véritable monographie consacrée au peintre, recensant ses 100 œuvres actuellement identifiées.

## Style
« Voici le peintre le plus charmant du XVIIe siècle français. Non pas le plus brillant (qui l'emporterait sur Simon Vouet ?) ni le plus élégant (Eustache Le Sueur reste le premier) ; le plus profond, le plus savant, moins encore : il lui arrive de dessiner un pied trop menu, un profil trop sec, sans qu'on puisse toujours décider entre invention et négligence. [...] Son univers, tout pénétré d'une lumière fine et bleue qui enlève aux êtres leur pesanteur, qui livre des créatures idéales à un rêve de douceur et de tendresse, offre, dans ce siècle où la peinture hésite toujours plus ou moins entre le réalisme et la pompe, un refuge tout de délicate fiction. Regards voilés ; sourires graves, lointains à la Vinci où tremble la silhouette d'un arbre grêle : comment ne pas s'attacher à cette poésie d'une qualité si subtile ? »

— Jacques Thuillier, historien d'art, texte de 1963 (Histoire de l'art – 2009.  (ISBN 978-2081227767)).
Charmant et poétique, Lubin Baugin l'est assurément. Lorsque l'historien de l'art Jacques Thuillier écrivait ce texte, en 1963, Baugin venait à peine d'être redécouvert : trois ans auparavant, Charles Sterling avait révélé son talent dans l'exposition « Peintres de la réalité » où étaient présentées certaines de ses natures mortes. Le peintre excellait dans la représentation des objets inanimés : une économie de moyens, une qualité de silence qui annonçaient déjà l'œuvre de Jean Siméon Chardin, un siècle plus tard, et dont on peine à comprendre qu'elles soient si longtemps restées dans l'oubli.

## Œuvres

### Les natures mortes
- Nature morte à la bougie, 1630, huile sur toile, Galerie Spada, Rome.
- Nature morte à l'échiquier  ou Allégorie des cinq sens, 1630, huile sur bois, 55 × 73 cm, Musée du Louvre, Paris.
- Le Dessert de Gaufrettes, huile sur bois, 41 × 52 cm, Musée du Louvre, Paris.
- Coupe de fruits, huile sur bois, 37,5 × 49 cm, musée des beaux-arts, Rennes.

Natures mortes
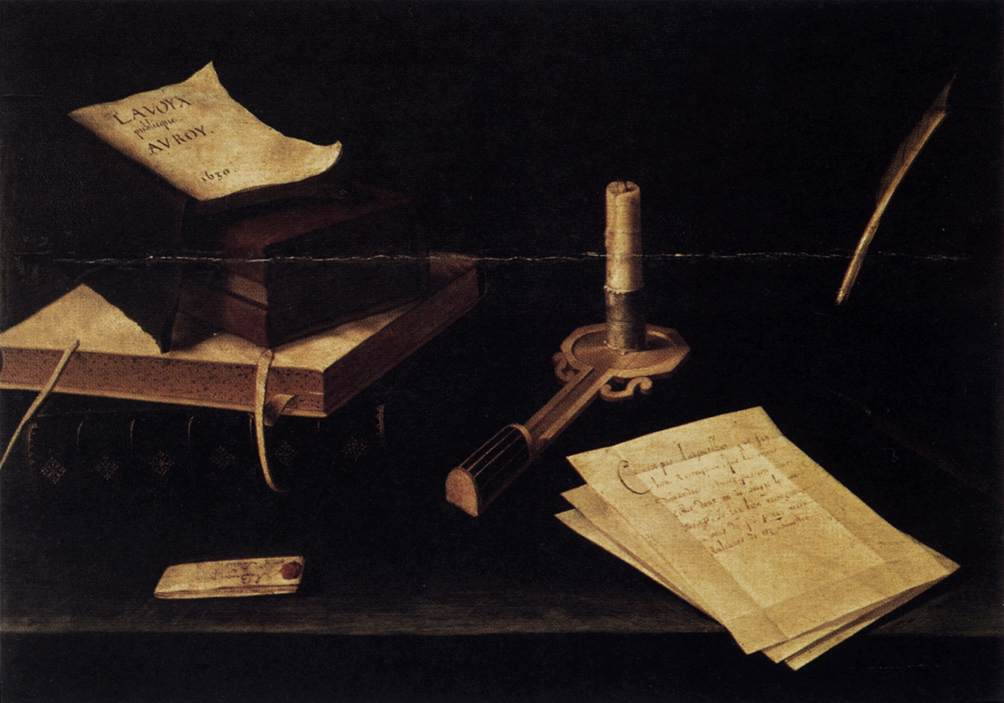
Nature morte à la chandelle, huile sur bois, 47 × 65 cm, Galerie Spada,Rome
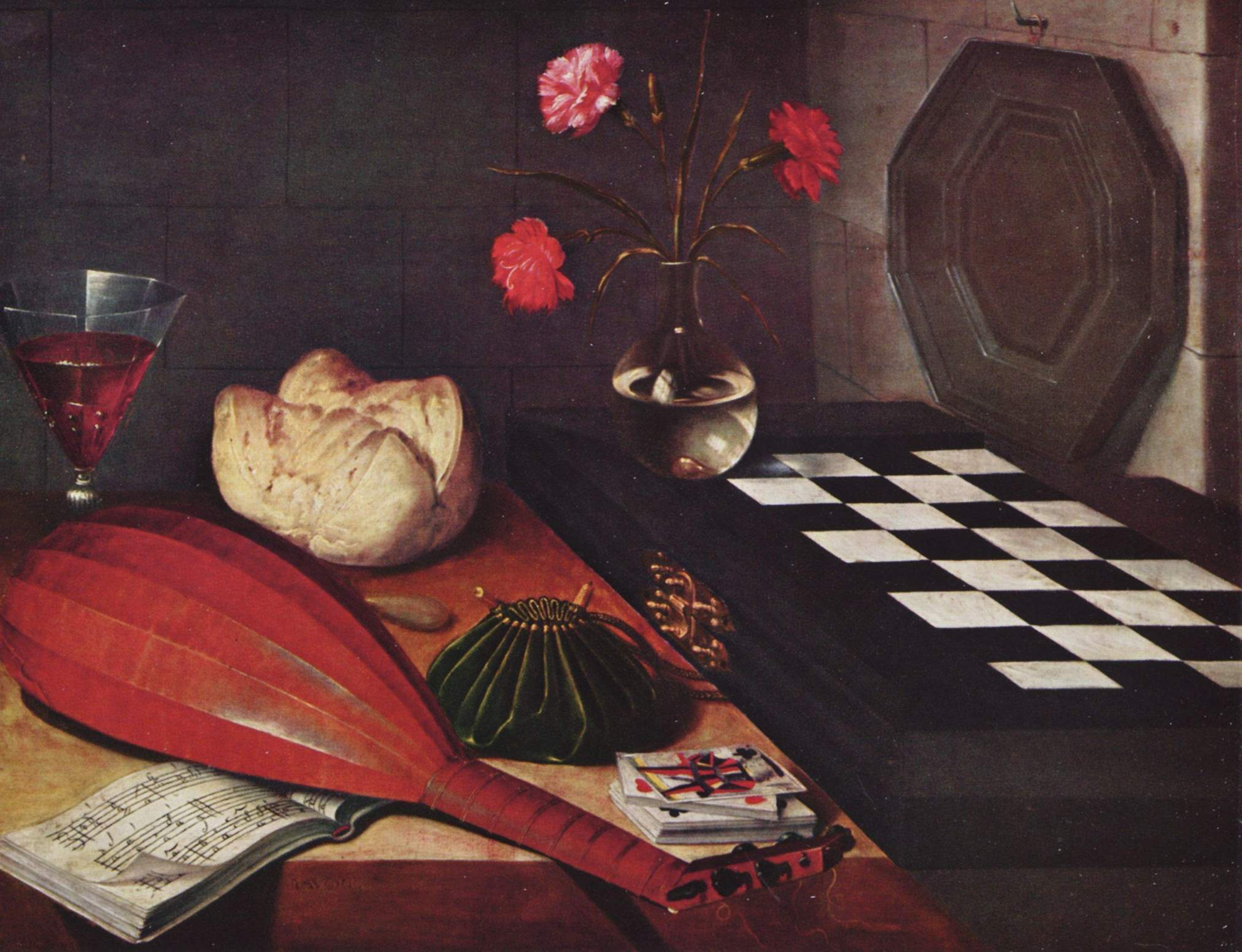
Nature morte à l'échiquier, huile sur panneau, 55x73 cm, Musée du Louvre, Paris
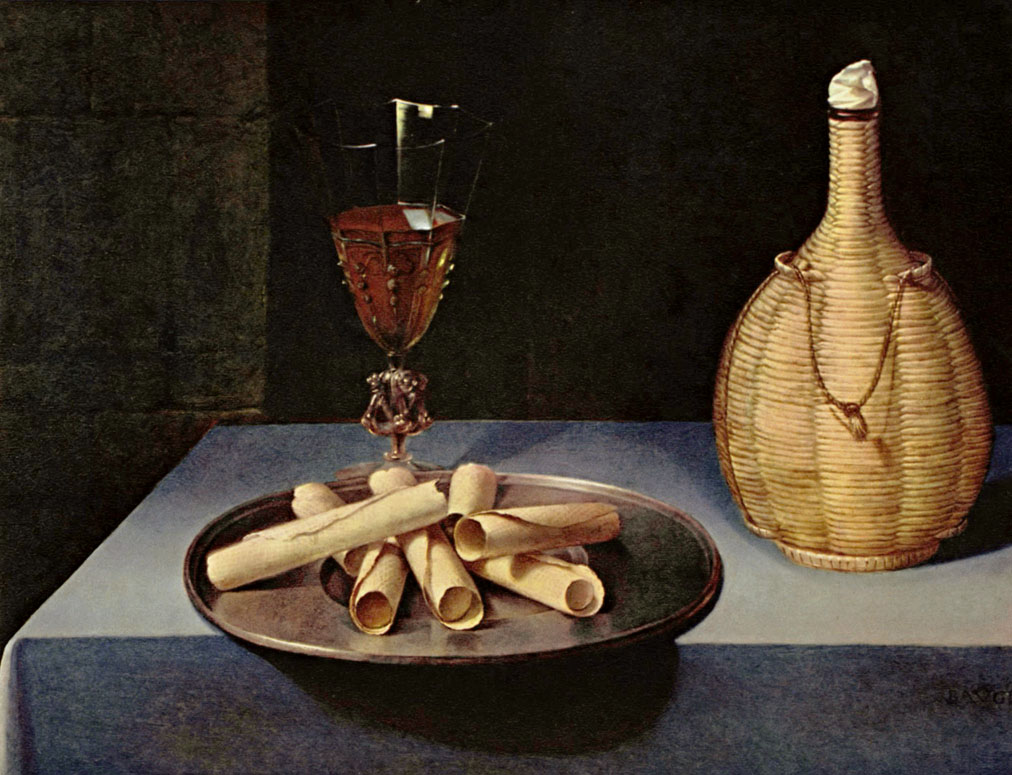
Nature morte aux gaufrettes dite aussi le plat de gaufrettes, huile sur bois, 41x52 cm, Musée du Louvre, Paris
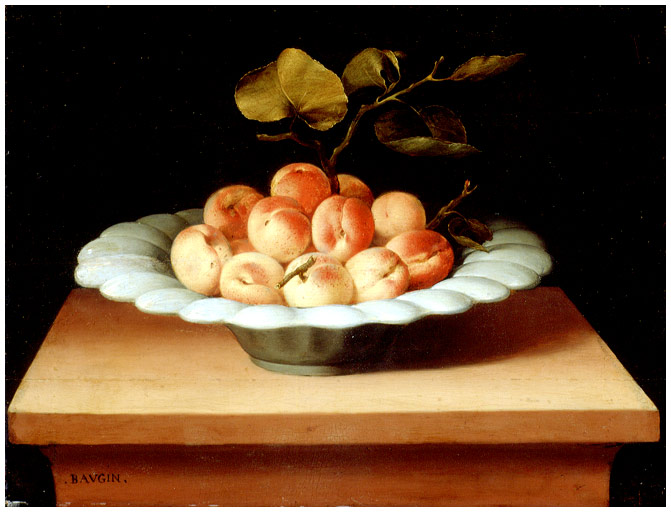
La coupe de fruits, huile sur bois, 37,5 × 49 cm, musée des beaux-arts, Rennes

### Sujets mythologiques
- L'Enfance de Jupiter, années 1640, huile sur toile, 150 × 144 cm, musée des beaux-arts, Troyes.
- L'Enlèvement d'Hélène, huile sur cuivre, diamètre : 21,5 cm, musée Magnin, Dijon.

Thèmes mythologiques et religieux
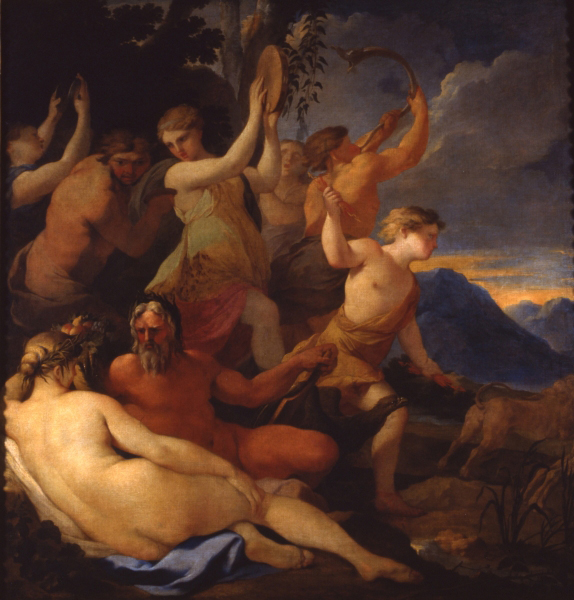
L'Enfance de Jupiter, huile sur toile, 150 × 144 cm, musée Saint-Loup, Troyes
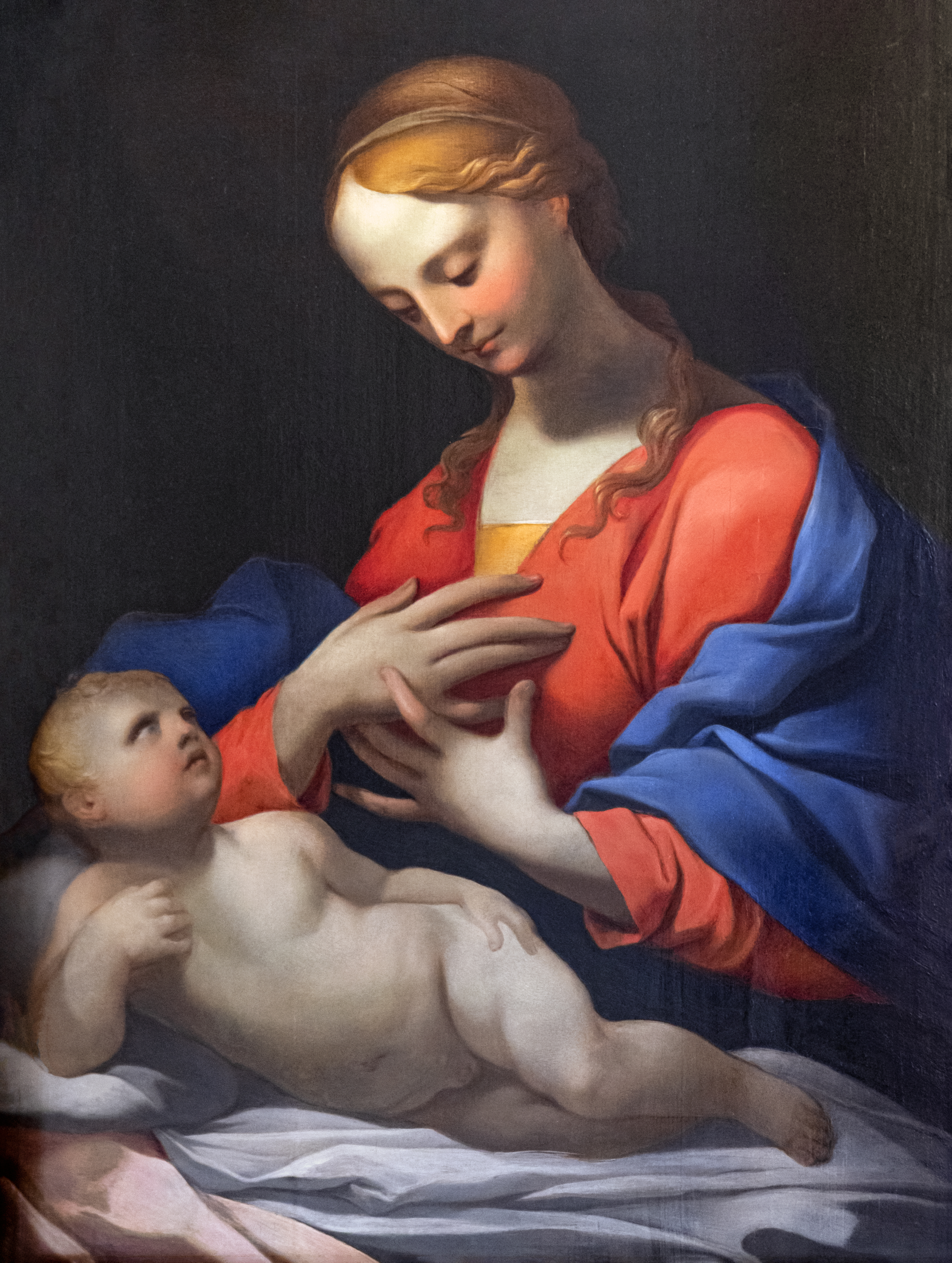
Vierge à l'enfant , huile sur toile, Collection Motais de Narbonne
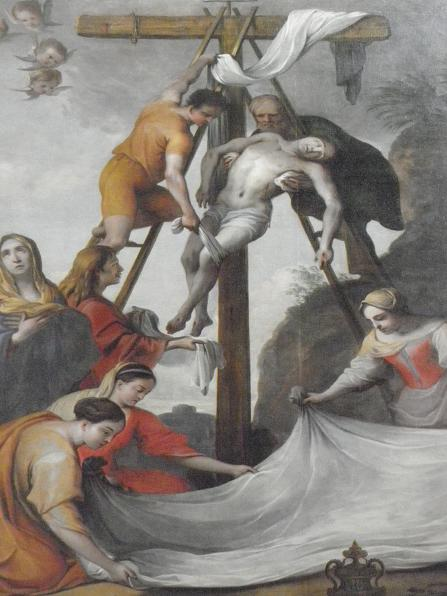
La Descente de croix, huile sur toile, 384 × 295 cm, Cathédrale Notre-Dame-de-l'Assomption, Luçon (Vendée)

### Sujets sacrés
- Déploration du Christ, huile sur toile, 130 × 103 cm, Musée du Louvre, Paris.
- Le Sommeil de l'Enfant Jésus, huile sur bois, 36 × 26 cm, Musée du Louvre, Paris.
- Christ en croix, huile sur toile, 100 × 80 cm, église luthérienne des Billettes, Paris (4e).
- La Vierge, l'Enfant Jésus et saint Jean-Baptiste, (vers 1650) huile sur toile, 120 × 93 cm, musée des beaux-arts, Rennes.
- Le Christ en croix, (vers 1640), huile sur toile, 60 x 43 cm, musée des beaux-arts, Rennes.
- Vierge de l'Annonciation, (vers 1645), huile sur toile, 71 x 57 cm, musée des beaux-arts, Rennes.
- Présentation de la Vierge au Temple, (vers 1649), 33 x 33 cm, musée des beaux-arts, Rennes. Cette esquisse est une étude préparatoire au tableau conservé au musée Granet d'Aix-en-Provence sur le même sujet[12].
- Déploration du Christ par les anges, huile sur toile, 150 × 178,5 cm, musée des beaux-arts, Orléans.
- Saint Grégoire le Grand (✝ 604), 1630-1636, huile sur bois, 32 x 36 cm, musée des Beaux-Arts d’Orléans [13]
- Le Christ en Croix, 1641-1642, huile sur bois, 57 x 44 cm, musée des Beaux-Arts d’Orléans[14]
- Le Portement de Croix, 1643-1644, huile sur toile, 47 x 59 cm, musée des Beaux-Arts d’Orléans[15]
- Le Christ mort contemplé par les anges, 1650-1660, huile sur toile, 147 x 178 cm, musée des Beaux-Arts d’Orléans[16]
- La Sainte Famille, huile sur bois, 32,2 × 22 cm, musée Magnin, Dijon.
- Saint Jérôme, huile sur cuivre, 48,3 × 34,7 cm, musée des beaux-arts, Caen.
- La Naissance de la Vierge, huile sur toile, 153 × 193 cm, musée Granet, Aix-en-Provence.
- Présentation de la Vierge au Temple, huile sur toile, 147 × 188 cm, musée Granet, Aix-en-Provence
- Martyre de saint Laurent, huile sur toile, 219 x 144 cm cm, musée du Grand Siècle, Saint-Cloud

## Postérité

### DansLa Vie Mode d'Emploide Georges Perec
Dans La Vie mode d'emploi de Georges Perec, paru en 1978, la Nature Morte à l'échiquier fait partie des tableaux donnant lieu à des « Allusions et détails », parfois très minces, qui se répartissent dans dix chapitres:
- chapitre 15 : « …et une partition de musique, d'un format à l'italienne, ouverte. » (p. 85[19])
- chapitre 30 : « …le seul objet véritablement précieux qu'il eût jamais possédé : une mandore du XVIIe siècle… » (p. 179)
- chapitre 31 : « Un livre d'art de grand format, intitulé Ars Vanitatis, est ouvert sur ses genoux, montrant une reproduction en pleine page d'une de ces célèbres Vanités […] : […] d'attributs se rapportant aux cinq sens […] : le goût […] remplaçant le classique verre de vin; […] l'odorat enfin, n'est pas évoqué par les traditionnels bouquets […] d'œillets… » (p. 181)
- chapitre 38 : « …et sortit de ses poches un jeu graisseux, mais il s'aperçut aussitôt qu'il y manquait le valet de trèfle. » (p. 221)
- chapitre 55 : « …sur des tranches grillées de ce pain rond utilisé pour les pan bagnats.» et « …d'une importante charcuterie de Pithiviers… » (p. 323)
- chapitre 60 : « …trois œillets dans un vase de verre à col sphérique, à col court, avec pour seule légende “PEINT AVEC LA BOUCHE ET LES PIEDS”… » (p. 359)
- chapitre 63 : « …est accrochée une aumônière, une bourse de cuir vert fermée par un cordonnet de cuir noir… » (p. 379)
- chapitre 68 : « un échiquier de voyage, en cuir synthétique… » (p. 407)
- chapitre 80 : « …et une assiette octogonale en étain… » (p. 480)
- chapitre 95 : « …le très beau verre de cristal taillé… » (p. 570)

### DansTous les matins du monde

#### Le roman de Pascal Quignard
Dans le roman de Pascal Quignard publié en 1991, Tous les matins du monde, le compositeur Sainte Colombe est (en dépit de vraisemblance chronologique) un ami de Lubin Baugin, alors peintre de natures mortes, ce qui donne lieu à des allusions précises à la Nature morte aux gaufrettes, et à la Nature morte à l'échiquier:
- Au chapitre VI, Sainte Colombe se retire dans la cabane de son jardin pour jouer de la viole, en souvenir de sa défunte femme : « Il posa sur le tapis bleu clair qui recouvrait la table où il dépliait son pupitre la carafe de vin garnie de paille, le verre à vin à pied qu'il remplit, un plat d'étain contenant quelques gaufrettes enroulées et il joua le Tombeau des Regrets[20] ». La visitation de sa femme lui fait alors commander à Baugin, au chapitre suivant, la commémoration de cet instant magique, par un tableau qui renvoie à la Nature morte aux gaufrettes : « Il prit un crayon et il demanda à un ami appartenant à la corporation des peintres, Monsieur Baugin, qu'il fît un sujet qui représentât la table à écrire près de laquelle sa femme était apparue[21] ».
- au chapitre XI, Sainte Colombe invite son élève Marin Marais à se rendre chez le peintre en ces termes : « Je lui ai naguère passé commande d'une toile. C'est le coin de ma table à écrire qui est dans mon cabinet de musique. Allons-y[22]. » Une fois dans l'atelier du peintre, on relève l'ekphrasis suivante, de la Nature morte à l'échiquier : « Le peintre était occupé à peindre une table : un verre à moitié plein de vin rouge, un luth couché, un cahier de musique, une bourse de velours noir, des cartes à jouer dont la première était un valet de trèfle, un échiquier sur lequel étaient disposés un vase avec trois œillets et un miroir octogonal appuyé contre le mur de l’atelier. » Sainte Colombe commente alors le tableau à Marin Marais en insistant sur la dimension de vanité de l'œuvre : « Tout ce que la mort ôtera est dans sa nuit », souffla Sainte Colombe dans l'oreille de son élève. « Ce sont les plaisirs du monde qui se retirent en nous disant adieu. » Puis Sainte Colombe « demanda au peintre s'il pouvait recouvrer la toile qu'il lui avait empruntée: le peintre avait voulu la montrer à un marchand des Flandres qui en avait tiré une copie. Monsieur Baugin fit un signe à la vieille femme qui portait la coiffe en pointe sur le front; elle s'inclina et alla chercher les gaufrettes entourées d'ébène. Il la montra à Monsieur Marais, pointant le doigt sur le verre à pied et sur l'enroulement des pâtisseries jaunes[23]. »

#### L'adaptation filmique d'Alain Corneau
Dans l'adaptation filmique du roman de Quignard par Alain Corneau, sorti également en 1991, Lubin Baugin, joué par Michel Bouquet, peint les deux mêmes natures mortes, dont les modèles apparaissent à l'écran. Alain Corneau dit à ce propos : « J'ai tenté de reconstruire exactement le tableau [Les Gaufrettes] […] et puis avec un mouvement de fondu-enchaîné ça devient le tableau ; […] ce petit moment est un petit moment d'image musicale qui est pour moi l'équivalent de la musique. »

#### Le récit de Sophie Nauleau
La Main d'oublies, de Sophie Nauleau, publié aux Éditions Galilée en 2007, est un récit qui tient à la fois de l’essai et de l’enquête quasi policière, et qui explore le rôle de la nature morte Le Dessert de gaufrettes dans le roman de  Pascal Quignard et, à sa suite, dans le film d'Alain Corneau.

### Catalogues d’exposition
- 1934 : Les Peintres de la réalité en France au XVIIe siècle, Paris, Musée de l'Orangerie, catalogue par Charles Sterling (Le Dessert de gaufrettes et la Nature morte à l'échiquier)
- Artistes orléanais du XVIIe siècle, Orléans, musée des beaux-arts, juin-septembre 1958, notices par Jacqueline Pruvost-Auzas
- 1966 : Dans la lumière de Vermeer, Paris, Musée de l'Orangerie, 24 septembre-28 novembre 1966 (Le Dessert de gaufrettes, Paris, Musée du Louvre)
- 1994 : Lubin Baugin. Œuvres religieuses et mythologiques provenant des collections privées présentées à la galerie Éric Coatalem du 30 septembre au 28 octobre 1994, catalogue rédigé par Éric Coatalem et Nathalie Delosme, Paris, galerie Coatalem
- 2002 : Lubin Baugin, Orléans, musée des beaux-arts, 21 février-19 mai 2002, Toulouse, Musée des Augustins, 8 juin-9 septembre 2002, catalogue rédigé par Jacques Thuillier, Annick Notter, et Alain Daguerre de Hureaux, Réunion des Musées Nationaux  (ISBN 978-2-711844-19-7)
- 2006 : Les Peintres de la réalité : Orangerie 1934, Paris, Musée de l'Orangerie, 22 novembre 2006-5 mars 2007, catalogue de Pierre Georgel, Réunion des Musées Nationaux  (ISBN 978-2-711852-86-4)